# Garland (Nebraska)
Garland é uma vila localizada no estado americano de Nebraska, no Condado de Seward.

## Demografia
Segundo o censo americano de 2000, a sua população era de 247 habitantes.
Em 2006, foi estimada uma população de 243, um decréscimo de 4 (-1.6%).

## Geografia
De acordo com o United States Census Bureau, a localidade tem uma área de 0,4 km², sem área coberta por água. Garland localiza-se a aproximadamente 480 m acima do nível do mar.

## Localidades na vizinhança
O diagrama seguinte representa as localidades num raio de 16 km ao redor de Garland.